# Eoin Doyle
Pour les articles homonymes, voir Doyle.
Eoin Doyle, né le 12 mars 1988 à Dublin en Irlande, est un footballeur irlandais. Il joue actuellement au poste d'avant-centre au St. Patrick's Athletic.

## Biographie
Eoin Doyle signe fin mai 2013 un contrat de deux ans à Chesterfield,
Le 2 février 2015 il rejoint Cardiff City.
Le 1er septembre 2015 il est prêté à Preston pour une saison.
Le 29 juin 2016, il rejoint le Preston.
Le 31 janvier 2017, il est prêté à Portsmouth
Le 31 août 2017, il est prêté à Oldham Athletic.
Le 31 janvier 2018, il est prêté de nouveau à Oldham Athletic.
Le 1er août 2018, il rejoint Bradford City.
Le 16 août 2019, il est prêté à Swindon Town.
Le 30 janvier 2020, il rejoint Swindon Town.
Le 10 juillet 2020, il rejoint les Bolton Wanderers.
Le 7 janvier 2022, il retourne en Irlande dix ans après son départ, en rejoignant le St. Patrick's Athletic.

## Palmarès

### En club
| Sligo Rovers - Coupe d'Irlande (2) : - Vainqueur : 2010 et 2011. - Coupe de la Ligue d'Irlande (1) : - Vainqueur : 2010. |  | Portsmouth FC - Championnat d'Angleterre de quatrième division (1) : - Champion : 2016-2017. |  | Swindon Town - Championnat d'Angleterre de quatrième division (1) : - Champion : 2019-2020. |

### Distinctions personnelles
- 2015 : Membre de l'équipe type de  League One en 2014-2015.
- 2020 : Membre de l'équipe type de League Two en 2019-2020.